# معارضة

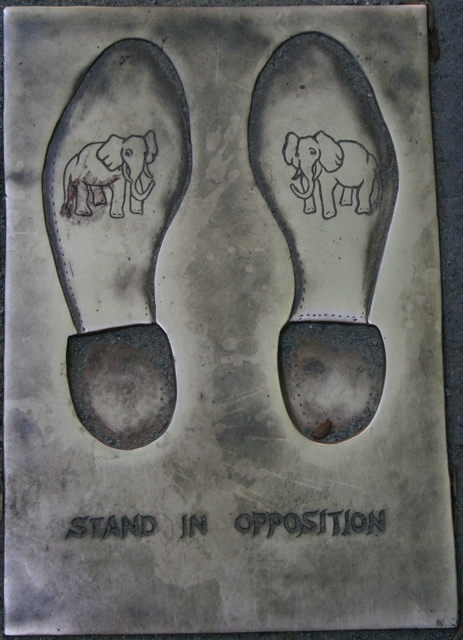

المُعَارَضَةُ في السياسة هو مصطلح يعني أيَّ جماعة أو مجموعة أفراد يختلفون مع الحكومة على أساس ثابت وطويل الأمد عادة، ولو أن المصطلح يمكن أن يصف المعارضة المتعلقة بالقضايا في إطار تشريع واحد أو اقتراح سياسة. ويطبق المصطلح على نحو أكثر تحديدا على الأحزاب في المجلس النيابي التي تختلف مع الحكومة وترغب في الحلول محلها.
و غالباً ما تُمَارس المعارضة في الإطار الشرعي وضمن المؤسسات الثابتة. ففي بريطانيا العظمى، يتيح التشريع الرسمي في الدولة للمعارضة ممارسة نشاطها بملء حريتها. غير أن المعارضة قد ترفض أحياناً النظام السياسي القائم فتتمرد عليه ممَّا يضفي عليها طابع التطرف. وخلاصة القول، تضم المعارضة الأشخاص والجماعات والأحزاب، التي تكون مناوئة، كليًّا أو جزئيًّا، لسياسة الحكومة. ثمة دول لا تسمح مطلقاً بوجود أحزاب معارضة، مثل: السعودية، قطر، عمان، الإمارات، وليبيا.
في السياسة مصطلح المعارضة مقترن بالأحزاب السياسية أو أي مجموعات أخرى تعارض حكومة، مجموعة سياسية أو حزب سواء في منطقة أو مدينة أو دولة.
تختلف درجة المعارضة من بلد إلى آخر ومن نظام سياسي إلى آخر، في الأنظمة السلطوية أو الليبرالية قد تكون المعارضة مقموعة أو مرحب بها.
في بعض البلدان وخاصة في العالم الثالث قد تتحول المعارضة السياسية إلى معارضة مسلحة وهذا ما قد يسمى تمرد مسلح أو ثورة أو قد تتدهور الأمور لتصل إلى ما يُسمَّى حرب أهلية.[بحاجة لمصدر]

## المعارض السياسي
هو شخص منتمي لحزب سياسي أو تيار سياسي أو حتى صاحب رأي مستقل غير منتمي لتيار ما، ويدعى معارض لأنه يعارض على أسلوب أحزاب سياسية أخرى وعلى طريقة استخدامها للسلطة وينتهي دوره كمعارض عندما يمتلك حزبه زمام السلطة ليدعى حينها بالموالي أو السلطوي.
ويكتفي المعارض بتوجيه المقالات والاعتراضات للأحزاب الأخرى حيث تمثل هذه المرحلة مرحلة من النضج الديموقراطي للمجتمعات.